# Jokkstrandlöpare
Jokkstrandlöpare (Bembidion fellmanni) är en skalbaggsart som först beskrevs av Mannerheim 1823.  Jokkstrandlöpare ingår i släktet Bembidion, och familjen jordlöpare. Arten är reproducerande i Sverige.